# Oltre l'invisibile
Oltre l'invisibile è un romanzo di fantascienza scritto da Clifford D. Simak e pubblicato per la prima volta a puntate sulla rivista statunitense Galaxy nel 1951.
Anche in Italia questo titolo è stato pubblicato a puntate, nella collana Urania. La prima puntata uscì in appendice al numero 1 di questa collana (Le sabbie di Marte, di Arthur Clarke) il 10 ottobre 1952.
In forma di romanzo unitario, il titolo è poi stato ripubblicato sempre in Urania (numero 414 del 12 dicembre 1965), nella collana Urania Classici (numero 9 del dicembre 1977) e nella collana Urania: 70 anni di futuro (numero 7 del 16 marzo 2022).

## Trama
Nono millennio: 61 Cygni è una stella al centro di un sistema stellare poco distante dal Sistema Solare ma rappresenta una spina nel fianco per gli esseri umani, che non sono mai riusciti a penetrare con un'astronave attraverso i suoi schermi energetici protettivi.
Soltanto un agente speciale, Asher Sutton, a bordo di una piccola scialuppa spaziale, è riuscito a scendere sulla superficie del settimo dei sedici pianeti del sistema. Tuttavia la navetta si è fracassata nell'atterraggio e Sutton è stato dato per morto. Finché, vent'anni dopo, questi fa ritorno sulla Terra utilizzando incredibilmente la stessa navetta, priva di motori e di tenuta stagna, senza cibo né acqua, in un viaggio di undici anni luce.
Immediatamente Sutton comprende di essere in pericolo. Viaggiando nel tempo e con l'aiuto di alcuni umani e androidi, cercherà di scoprire chi lo vuole morto e perché gli stanno dando la caccia dal futuro.
Chi è, dunque, Asher Sutton?

## Commento
Cosa succederebbe se, nel futuro, l'uomo si impadronisse della capacità di viaggiare a ritroso nel tempo? Questa è la domanda fondamentale che si pone Simak in questo articolato romanzo; domanda alla quale risponde che, senza dubbio, l'essere umano sfrutterebbe questa possibilità per tornare nel passato ed alterare il corso degli eventi pro domo sua.

### Paradossi nel romanzo
Ma, quando si parla di viaggio all'indietro nel tempo, i paradossi sono in agguato:
1. Sutton, scartabellando in un baule di famiglia, trova una lettera scritta da un suo antenato del XX secolo, che descrive una situazione in cui lui stesso è coinvolto. Ma il problema è ricorsivo: se Sutton, quando è nato dopo l'anno 8000, è già stato nel XX secolo, quando è che ci è andato? Prima di nascere? E fino al punto della sua vita in cui ritorna nel passato, deve per definizione esserci già stato, perché il XX secolo è il passato dell'LXXX secolo.
2. Sutton legge la lettera e decide di tornare nel passato e cambiarlo, senza tuttavia riuscire a modificarlo. Ad ogni modo, la sua decisione è dovuta alla lettura della lettera rinvenuta: se non avesse trovato la lettera, non sarebbe tornato nel passato. La lettera, dunque, doveva essere trovata? Oppure è possibile concepire che, se non fosse stata trovata, il XX secolo (cioè il passato) sarebbe stato diverso?
3. In particolare, un paradosso del viaggio nel tempo caratterizza il romanzo: il paradosso di conoscenza. Sutton, infatti, riceve da un pilota del futuro, giunto nel suo tempo, un libro scritto da Sutton stesso, un testo fondamentale per l'umanità e le altre creature, che cambierà l'intero Universo. A questo punto il protagonista decide di non copiarlo; ma, se lo facesse, chi avrebbe compiuto lo sforzo creativo di scrivere il libro, visto che l'autore si sarebbe limitato a ricopiarlo?

Questi intriganti paradossi non vengono analizzati compiutamente ma solo gettati en passant nel piano narrativo.
In realtà, la tesi di Simak è che il passato non può essere cambiato nella misura in cui qualcuno ne è a conoscenza. Se nessuno, nel futuro, sa niente di un fatto, tale fatto può essere cambiato a volontà. Ma non appena sorge un manufatto, una testimonianza, una cronaca che identifica il modo in cui gli avvenimenti si sono svolti, sorge la necessità di operare con cautela e di modificare solo i dettagli dell'avvenimento. Il tempo tollera solo piccole alterazioni (ipotesi della censura cosmica). Qui si nasconde però un ulteriore paradosso: il passato non è fatto solo di telegiornali e lettere scritte; è fatto soprattutto dalle azioni degli uomini: è gente che si è incontrata e che ha generato dei figli, dai quali sono nati altri figli che scriveranno (hanno scritto) il futuro. Dunque gli intrusi temporali che cambiano i dettagli potrebbero, in realtà, apportare molte più modifiche di quante essi credano.